# Gary Voce
Gary Anthony Voce (Bridgeport, Connecticut, 24 de noviembre de 1965) es un exjugador de baloncesto estadounidense que jugó un partido en la NBA, además de hacerlo en ligas menores de su país, en Argentina y sobre todo en la liga de Puerto Rico, donde desarrolló la mayor parte de su carrera. Con 2,06 metros de estatura, lo hacía en la posición de ala-pívot.

## Trayectoria deportiva

### Instituto
Asistió al instituto St. Nicholas of Tolentine en el barrio del Bronx (Nueva York).

### Universidad
Jugó durante cuatro temporadas con los Fighting Irish de la Universidad de Notre Dame, en las que promedió 5,5 puntos y 4,9 rebotes por partido.

### Profesional
Tras no ser elegido en el Draft de la NBA de 1988, jugó dos temporadas en la liga de Puerto Rico, hasta que en 1989 fichó como agente libre por Cleveland Cavaliers, quienes lo habían descartado el año anterior. Pero únicamente disputó un partido, el 10 de noviembre de 1989 ante Washington Bullets, en el que consiguió 2 puntos y 2 rebotes.
A partir de ese momento, su carrera profesional se desarrolló principalmente en la liga puertorriqueña, en la que completó 19 temporadas, gran parte de ellas en el equipo de los Brujos de Guayama. Disputó un total de 449 partidos, en los que promedió 12,9 puntos y 8,7 rebotes.

## Estadísticas de su carrera en la NBA

### Temporada regular
| Año     | Equipo    | PJ | PT | MPP | %TC  | %3P | %TL | RPP | APP | ROB | TPP | PPP |
| ------- | --------- | -- | -- | --- | ---- | --- | --- | --- | --- | --- | --- | --- |
| 1989-90 | Cleveland | 1  | 0  | 4.0 | .333 | -   | -   | 2.0 | .0  | .0  | .0  | 2.0 |
| Total   | Total     | 1  | 0  | 4.0 | .333 | -   | -   | 2.0 | .0  | .0  | .0  | 2.0 |